# 埃尔皮诺德托尔梅斯
埃尔皮诺德托尔梅斯，是西班牙卡斯蒂利亚-莱昂萨拉曼卡省的一个市镇。 总面积20平方公里，总人口179人（2001年），人口密度9人/平方公里。